# Companyia navarresa
Companyia navarresa, fou el nom d'una tropa de mercenaris, la major part procedents de Navarra i Gascunya, que va lluitar entre finals del segle xiv i començaments del segle xv, contractats pel romanent dels estats croats que havien format part de l'Imperi Llatí. El nom ha estat donat pels historiadors moderns, antigament se'ls anomenava companyia blanca.

## Orígens
La primera companyia navarresa es va reclutar per lluitar al servei de Carles II de Navarra contra Carles V de França. El 1366, establerta la pau, els mercenaris van ser organitzats en una companyia militar per Lluís, comte de Beaumont-le-Roger per dret propi i duc de Durazzo pel seu segon matrimoni. Lluís era germà de Carles II de Navarra, el qual li donava suport en el seu esforç per recuperar la perduda Durazzo i l'anomenat Regnum Albaniae. Carles V de França també en va col·laborar amb 50.000 ducats.
El 1372 la companyia va créixer gràcies al reclutament efectuat per Enguerrand de Coucy, el qual en va afegir i entrenar 500 llancers i 500 arquers a cavall, la majoria procedents de la Gascunya. Encar que aquests soldats van ser reclutats per lluitar a Albània, la instrucció la van fer a Nàpols. Entre el 1375 i 1376 van arribar més homes de Navarra però van viatjar directament cap a Albània. Les llistes de reclutament es conserven a Pamplona, en les quals es pot observar la gran quantitat d'enginyers que en van formar part. Les tropes sortien del port de Tortosa i cobraven 30 florins aragonesos d'or al mes.
El 1376, Lluís i la companyia navarresa van prendre Durazzo i van restablir el Regne d'Albània. Lluís va morir aquell mateix any i la companyia, en quedar-se sense feina ni ingressos econòmics, va oferir els seus serveis al rei d'Aragó Pere el Cerimoniós, el qual els va acceptar el 1377 i els va reorganitzar en quatre companyies, comandades per Mahiot de Coquerel, Pedro de la Saga, Juan de Urtubia i un tal Guarro.

## Morea
La companyia navarresa va arribar a Morea la primavera o estiu del 1378, alguns per invitació de Gaucher de La Bastide, prior hospitaler de Tolosa i comandant del Principat d'Acaia, i d'altres a requeriment de Nerio I Acciaioli. Gaucher va contractar Mahiot i el romanent de la companyia durant vuit mesos, mentre durava la captivitat del Johan Ferrández d'Heredia. Un altre grup de la companyia, comandada per Juan de Urtubia, estava a Corint amb uns 100 soldats.
Quan van acabar el contracte amb els hospitalers, la companyia navarresa es van posar al servei de Jaume dels Baus, el darrer pretendent al Principat d'Acaia, i en van controlar el territori. El 1379, Urtubia els va portar a Beòcia i van saquejar Tebes, (ciutat que estava sota domini de la companyia catalana), i van tenir el suport de l'arquebisbe de la ciutat, Simon Atumano. A partir d'aquest punt la companyia navarresa es va transformar en un virreinal d'Acaia: alguns dels que havien estat amb Urtubia es van passar al servei de Mahiot, una altra vegada a la Morea. Tres capitans mantenien el poder de la regió: Mahiot, Pedro de San Superano i Berard de Varvassa. Durant els dos anys següents els navarresos van governar Acaia i de vegades van treballar pels hospitalers.
Quan Jaume dels Baus va aconseguir el títol imperial de Constantinoble, els caps de la companyia navarresa van rebre títols a canvi del suport prestat. A la mort de Jaume, el 1383, la companyia navarresa era el poder governant de la Grècia franca, i sobre ells va recaure la responsabilitat de reorganitzar l'estat i protegir el nou príncep. Van ser autoritats pels barons del regne per negociar un tractat amb la República de Venècia, que es va signar el 26 de juliol del 1387. El 1386, Pere de San Superano va succeir Mahiot com a líder de la companyia.